# Alen Smailagić
Alen Smailagić, né le 18 août 2000 à Belgrade en Serbie, est un joueur international serbe de basket-ball, évoluant aux postes d'ailier fort et pivot. En 2019, il est drafté en 39e position par les Pelicans de La Nouvelle-Orléans.

## Biographie

### Carrière professionnelle

#### KK Beko (2017-2018)
Smailagić fait ses débuts dans la Ligue régionale serbe de troisième division semi-professionnel lors de la saison 2017-2018. Sur plus de dix matches de championnat, il enregistre des moyennes de 15,9 points, 5,0 rebonds et 2,1 contres par match.

#### Warriors de Golden State (2018-2021)
Le 20 octobre 2018, Smailagić est choisi par les Lakers de South Bay dans la draft de la NBA G-League mais il est immédiatement échangé avec les Warriors de Santa Cruz, une équipe affiliée aux Warriors de Golden State. Smailagić fait ses débuts avec les Warriors le 3 novembre 2018, marquant 3 points en 7 minutes sur le terrain. Sur 47 matchs en championnat, il enregistre des moyenne de 9,1 points, 4,0 rebonds et 1,0 passe décisive par match.
Le 20 juin 2019, Smailagić est choisi en 39e position par les Pelicans de La Nouvelle-Orléans lors de la draft 2019 de la NBA. Il est ensuite envoyé aux Warriors dans un échange contre deux futurs choix de draft de deuxième tour.
Le 15 juillet 2019, il s'engage pour quatre ans avec les Warriors de Golden State,. Smailagić joue son premier match avec les Warriors en décembre. Il est licencié le 4 août 2021.

#### Partizan Belgrade (2021-2024)
En août 2021, Smailagić rejoint pour trois saisons le KK Partizan Belgrade.

## Statistiques

### G-League
| Saison    | Équipe     | Matchs | Titul. | Min./m | % Tir | % 3pts | % LF | Rbds/m. | Pass/m. | Int/m. | Ctr/m. | Pts/m. |
| --------- | ---------- | ------ | ------ | ------ | ----- | ------ | ---- | ------- | ------- | ------ | ------ | ------ |
| 2018-2019 | Santa Cruz | 47     | 4      | 17,4   | 49,5  | 24,4   | 65,9 | 4,00    | 0,98    | 0,87   | 0,94   | 9,06   |
| 2019-2020 | Santa Cruz | 19     | 17     | 25,9   | 51,2  | 34,1   | 58,5 | 6,16    | 1,37    | 1,05   | 0,84   | 15,16  |
| Total     |            | 66     | 21     | 19,9   | 50,2  | 29,4   | 64,1 | 4,62    | 1,09    | 0,92   | 0,91   | 10,82  |

### Saison régulière
| Saison    | Équipe       | Matchs | Titul. | Min./m | % Tir | % 3pts | % LF | Rbds/m. | Pass/m. | Int/m. | Ctr/m. | Pts/m. |
| --------- | ------------ | ------ | ------ | ------ | ----- | ------ | ---- | ------- | ------- | ------ | ------ | ------ |
| 2019-2020 | Golden State | 14     | 0      | 9,9    | 50,0  | 23,1   | 84,2 | 1,93    | 0,93    | 0,21   | 0,29   | 4,21   |
| Total     |              | 14     | 0      | 9,9    | 50,0  | 23,1   | 84,2 | 1,93    | 0,93    | 0,21   | 0,29   | 4,21   |

Mise à jour le 12 mars 2020